# Celso Amorim
Celso Luiz Nunes Amorim (Santos, 3 de junio de 1942) es un diplomático de carrera que ha servido como ministro de Asuntos Exteriores de Brasil en dos oportunidades y como ministro de Defensa. En 2009, fue indicado por la revista estadounidense Foreign Policy como «el mejor ministro de Asuntos Exteriores del mundo».
Con el inicio del tercer mandato de Luiz Inácio Lula da Silva, en 2023 fue designado asesor especial del presidente de la república, para la agenda internacional del gobierno.

## Biografía
Celso Amorim nació el 3 de junio de 1942 en Santos, en el estado de São Paulo. Antes de su nombramiento como ministro de Relaciones Exteriores en el 2003, Amorim sirvió como embajador brasileño en el Reino Unido.
También había servido en el mismo puesto de trabajo, como agente consular administrativo en el lapso 1993-2008.
Se graduó del Instituto Rio Branco en 1965, obteniendo un posgrado en Relaciones Internacionales de la Academia Diplomática de Viena, Austria, en 1967.
Amorim se graduó primero en su clase en el Instituto Rio Branco. Como premio, fue enviado en 1966 a la Academia Diplomática en Viena, donde pudo terminar su tesis y regresó a Río de Janeiro antes de ser enviado a su primer puesto como diplomático en Londres. Como estudiante de Ralph Miliband, pasó tres años en la London School of Economics, donde completó todos los créditos necesarios para su graduación. Luego, fue enviado a la OEA, Washington D. C., antes de presentar su tesis, cuya calidad su autor había considerado suficiente para un doctorado. Su tutor, Ralph Miliband, quien murió a una edad avanzada, no tuvo la oportunidad de leer su tesis de 500 páginas.

## Cargos gubernamentales
Amorim ha trabajado en servicio al estado brasileño desde 1987, cambiando de puesto, ascendiendo cada muy pocos años. Además, ha sido el comunicador de muchas decisiones del gobierno brasileño en diferentes aspectos internacionales como la Guerra de Kosovo y las sanciones a la antigua Yugoslavia; además de formar parte en paneles de discusión sobre la situación de Irak.
Por otra parte, ha expresado la posición del gobierno brasileño en referencia a la crisis diplomática de Colombia con Ecuador, Argentina y Venezuela de 2008 pidiéndole a la OEA que investigue rápidamente la violación de soberanía del territorio ecuatoriano por parte de Colombia.